# Amphilochus casahoya
Amphilochus casahoya är en kräftdjursart som beskrevs av Mclinney 1978. Amphilochus casahoya ingår i släktet Amphilochus och familjen Amphilochidae. Inga underarter finns listade i Catalogue of Life.